# Tom Taylor (drámaíró)
Tom Taylor (Sunderland, 1817. október 19. – London, 1880. július 12.) angol drámaíró és humorista.

## Pályája

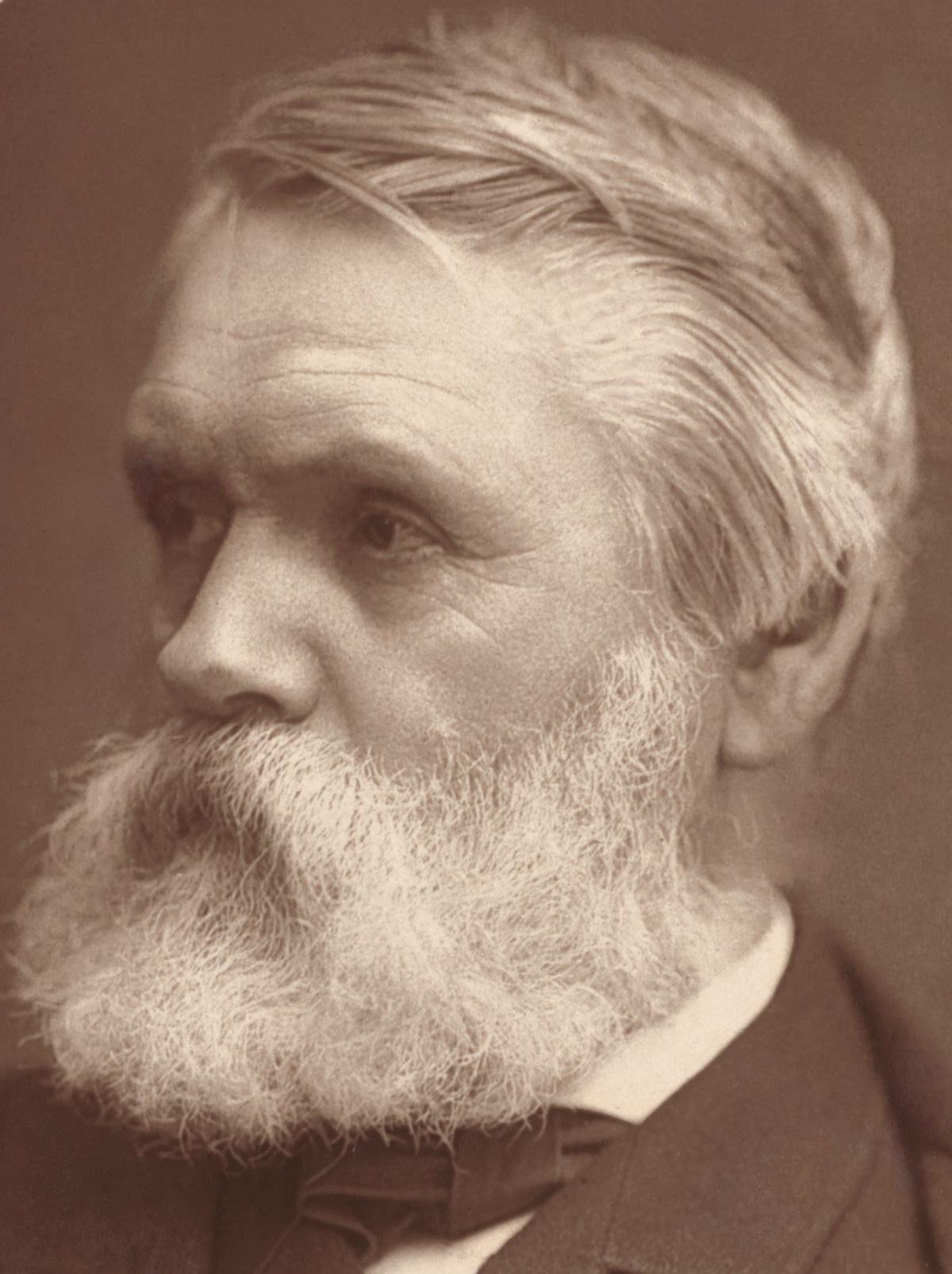
Tom Taylor

Tanulmányait Glasgowban és Cambridge-ben végezte, azután a londoni University Collegeben az angol irodalom tanára lett. 1850-1871 között mint államhivatalnok az egészségügyi osztályban működött. Ez idő alatt mint a Times műkritikusa nagy befolyásra tett szert. Nyolc éven át a Punch szerkesztője volt. Száznál több drámát írt, melyek közül a legsikeresebbek: The fool's revenge; Un unequal match; The ticket-of-leave man; Clancarty; Twixt axe and crown; Joan of Arc és Anne Boleyn. Kiadta Haydon (1853), Leslie (1859) és Reynold (1865) angol művészek életrajzát és megírta a Catalogue of the works of Sir J. Reynolds (1869) című művét.